# Milpo
Milpo är en ort i Burkina Faso.   Den ligger i regionen Sud-Ouest, i den sydvästra delen av landet, 260 km sydväst om huvudstaden Ouagadougou. Milpo ligger 291 meter över havet och antalet invånare är 298.
Terrängen runt Milpo är platt. Närmaste större samhälle är Diébougou, 16,7 km öster om Milpo.
Omgivningarna runt Milpo är en mosaik av jordbruksmark och naturlig växtlighet. Runt Milpo är det ganska tätbefolkat, med 52 invånare per kvadratkilometer.